# صموئيل سميث (كيميائي)
صموئيل سميث (بالإنجليزية: Samuel Smith)‏ هو كيميائي أمريكي، ولد في 13 سبتمبر 1927 في نيويورك في الولايات المتحدة، وتوفي في 2005.